# Claes G. Ryn
Claes Gösta Ryn, född 12 juni 1943 i Norrköping, är en svensk statsvetare som är professor vid Catholic University of America i Washington D.C., samt ordförande för National Humanities Institute. Han fungerar som redaktör för tidskriften Humanitas och har undervisat vid University of Virginia och Georgetown University.
Ryn är känd för sina kritiska studier av den amerikanska neokonservatismen utifrån ett mera klassiskt konservativt perspektiv. Han är också populär i Kina och flera av hans verk har översatts till kinesiska. År 2000 inbjöds Ryn att föreläsa vid Pekings universitet som "Distinguished Foreign Scholar" och år 2012 utnämndes han till hedersprofessor vid Pekings lärarhögskola.

## Biografi

### Bakgrund och uppväxt
Ryn föddes och växte upp i Norrköping. Han är son till skohandlare Gösta Ryn och dennes hustru Edit Cecilia. Han läste vid Norrköpings högre allmänna läroverk (nuvarande De Geergymnasiet), där en av hans lärare var filosofen Folke Leander.

### Utbildning
Han fullgjorde militärtjänst vid Livkompaniet (I 4) i Linköping 1964 och vid Signalregementet (S 1) i Uppsala 1967–1968.
Efter studentexamen påbörjade han studier i statsvetenskap och nationalekonomi vid Uppsala universitet. Under studenttiden var han engagerad i den konservativa studentföreningen Heimdal och var även med och grundade tankesmedjan Konservativt idéforum. Efter ett antal år som doktorand i Uppsala avlade han doktorsexamen vid Louisiana State University år 1974 med en avhandling om demokrati och etik.
Claes G. Ryn utnämndes 2006 till hedersledamot i Föreningen Heimdal.  
Han är gift med språklärarinnan Marianne C. Ryn. Tillsammans har de tre vuxna döttrar.

## Yrkesgärning
Ryns forskning berör framför allt skärningsfältet mellan politik, etik och kultur. Han har tagit intryck av den italienske filosofen Benedetto Croce och den amerikanske humanisten Irving Babbitt. Han leder ett forskningsprojekt kring den senares idéer.
Han intar en historicistisk position, vilket lett honom på kollisionskurs med neokonservatismen.
I The New Jacobinism: Can Democracy Survive? (1991) samt senare i America the Virtuous: The Crisis of Democracy and the Quest for Empire (2003) lanserar Ryn begreppet "de nya jakobinerna", eller "neojakobinism", i syfte att kritisera en allt mer dominerande tendens inom västerländskt, och i synnerhet amerikanskt, utrikespolitiskt tänkande. Likt de revolutionära jakobinerna under franska revolutionen drivs de nya jakobinerna enligt Ryn av en önskan att påtvinga resten av världen de abstrakta principer som de håller för evigt sanna och universellt giltiga. Med sin fanatiska glöd hotar neojakobinismen, som enligt Ryn framför allt företräds av neokonservativa men vars positioner delas av företrädare för hela det politiska spektrumet, att driva världen in i ett tillstånd av ständiga krig.
Mot neojakobinismen, som enligt Ryn är såväl moraliskt förkastlig som filosofiskt ohållbar, ställer han en filosofi som han kallar "värdecentrerad historicism" och som söker att kombinera universalism med historisk partikularism. Politiskt förespråkar Ryn en traditionell republikanism i vilken ledaregenskaper och moralisk karaktär bestäms genom individens engagemang i det lokala civilsamhället, snarare än genom en föregiven trohet till abstrakta ideologiska principer.
Boken Nykonservatismen i USA, som utkom 1971, blev en av de första svenska studierna av den nya amerikanska konservatismen (begreppet nykonservatism ska i det här sammanhanget inte sammanblandas med neokonservatism).
Ryn skriver också för den paleokonservativa amerikanska tidskriften The American Conservative.

### Böcker
- America the Virtuous: The Crisis of Democracy and the Quest for Empire (2003)
- A Common Human Ground: Universality and Particularity in a Multicultural World (2003)
- The New Jacobinism: Can Democracy Survive? (1991)
- Democracy and the Ethical Life: A Philosophy of Politics and Community (Diss. 1978, 1990)
- Will, Imagination and Reason: Irving Babbitt and the Problem of Reality (1986, 2:a uppl. med undertiteln Babbitt, Croce, and the Problem of Reality 1997)
- Individualism och gemenskap (1986)
- Red. tillsammans med George A. Panichas: Irving Babbitt in Our Time (1986)
- Tillsammans med Bertil Häggman: Nykonservatismen i USA (1971)

### Artiklar i urval
- Leo Strauss: The Philosopher as Conspirator, i Humanitas Vol. 18, No. 1–2 (2005)
- Dimensions of Power: The Transformation of Liberalism and the Limits of ‘Politics,’ i Humanitas, Vol. 13, No. 2, (2000)
- När tanke och fantasi tröt, i Svensk Tidskrift, Vol. 86, No. 1, (1999)
- Tankar om vår mänsklighet, i Contextus, No. 3, (1998)
- Defining Historicism, i Humanitas, Vol. 11, No. 2, (1998)
- Universality and History: The Concrete as Normative, i Humanitas Vol. 6, No. 1 (1992–1993)
- Political Philosophy and the Unwritten Constitution, i Modern Age, Vol. 34, No. 4 (1992)
- Rationalitetens etiska och estetiska förutsättningar, i Förnuftets gränser, red. Torgny Segerstedt (1987)
- Nyskapande traditionalism eller motkultur? i Tankar om det goda samhället, red. Tyrgils Saxlund och Carl Johan Ljungberg, (1979)
- Peter Viereck: Undajusted Man of Ideas, i Political Science Reviewer, Vol. 7 (1977)
- The Humanism of Irving Babbitt Revisited, i Modern Age, Vol. 21, No. 3 (1977)
- Har vår kultur en framtid?, i Kämpande konservatism, red. Gunnar Unger (1971)

### Fotnoter
1. ↑  SNAC, SNAC Ark-ID: w6s032pw, läs online, läst: 9 oktober 2017.[källa från Wikidata]
2. ↑  ”GÄSTKRÖNIKA: Claes G. Ryn”. Tradition & Fason. 5 oktober 2009. https://traditionochfason.wordpress.com/2009/10/05/gastkronika-claes-g-ryn/. Läst 10 december 2021.
3. ↑  Söderbaum, Jakob E:son (2020). Modern konservatism. sid. 80. ISBN 978-91-7765-503-9. OCLC 1236838886. http://worldcat.org/oclc/1236838886. Läst 10 december 2021
4. ↑  "Politics Professor Honored in China" The Catholic University of America
5. ↑  "Om Claes Ryn och värdecentrerad historicism – på förekommen anledning" Tradition & fason
6. ↑  "Claes G. Ryn: Curriculum vitae" The Catholic University of America